# ジョン・ケージ
ジョン・ミルトン・ケージ・ジュニア（John Milton Cage Jr.、1912年9月5日 - 1992年8月12日）は、アメリカ合衆国の音楽家、作曲家、詩人、思想家、キノコ研究家。実験音楽家として、前衛芸術全体に影響を与えている。独特の音楽論や表現によって音楽の定義をひろげた。「沈黙」を含めたさまざまな素材を作品や演奏に用いており、代表的な作品に『4分33秒』がある。

## 人物・来歴

### 誕生-少年時代
カリフォルニア州のロサンゼルスに生まれる。父のジョン・ミルトン・ケージ・シニア(1886〜1964)は発明家で、母方の叔母と叔父には音楽家がいた。父は1912年に潜水艦を建造して当時の世界記録を更新したが、ガソリン・エンジンだったため兵器には採用されなかった。ケージは家族の転居によって多くの学校に通い、サンタモニカでピアノを習いはじめる。ロサンゼルスの高校を優秀な成績で卒業し、クレアモントのポモナ・カレッジに入学したが、学業に興味を失い渡欧の計画を立てる。

### 1930年代-40年代
1930年にパリで建築家エルノ・ゴールドフィンガーに建築を学んだのち、マジョルカではじめて作曲を行なうが、当時の作品は現存していない。31年にアメリカに戻り、ピアニストのリチャード・ビューリックに頼み込んで音楽を学ぶ。
のちにヘンリー・カウエルの紹介でアルノルト・シェーンベルクに師事し、1934年から1937年にかけて南カリフォルニア大学のシェーンベルクのクラスで学んだ。音楽の師であるシェーンベルクに弟子入りするとき「一生を音楽に捧げる気があるか」と問われた。ケージは「はい」と答え、シェーンベルクのもとで2年間音楽を学んだ。その後、シェーンベルクはケージに「音楽を書くためには、和声の感覚をもたなければならない」と言った。それを聞いたケージは自分が和声の感覚を全くもっていないことをシェーンベルクに告白した。すると、シェーンベルクは「それは君にとって音楽を続けることの障害になるだろう。ちょうど通り抜けることのできない壁につきあたるようなものだ」と伝えると、ケージは「それなら、私は壁に頭を打ち続けることに一生を捧げます」と答えた。
1933年から、現存する最初の作品を創る。1937年の文章「音楽の未来　クレイド」（『サイレンス』所収）では、電気楽器の可能性、ノイズの重視、実験的音楽センターなどのアイディアを述べている。
初期の作品はシェーンベルクの音楽を継承するかのような、音列処理やリズム処理のある作品が多数を占める。1930年代の『クラリネットのためのソナタ』やピアノのための『メタモルフォーシス』、いまや打楽器のレパートリーである打楽器合奏の為の第1から第3までの『コンストラクション』がこれにあたる。後者ではウォーター・ゴングなどの新しい奏法の発想が芽を出し始めている。
1940年に、グランドピアノの弦に異物（ゴム・木片・ボルトなど）を挟んで音色を打楽器的なものに変化させたプリペアド・ピアノを考案し、『バッカナル』で初めてこの楽器を用いる。このころからアイディアが最優先する発明作品が増え、居間にある全ての物体を叩いて音楽を作る『居間の音楽』、ピアノの蓋を閉めて声楽を伴奏する『18回目の春を迎えた陽気な未亡人』などを作曲した。
1942年にマックス・エルンストの招きでニューヨークに出て画家たちと親交を持ち、1944年、のちに生涯のパートナーとなるマース・カニンガムとの最初のジョイント・リサイタルを行なう。45年からの2年間、コロンビア大学で鈴木大拙に禅を2年間学び、東洋思想への関心も深める。1948年にはノースカロライナ州のブラック・マウンテン・カレッジで教鞭をとり、同じく教師であったバックミンスター・フラーや、生徒のロバート・ラウシェンバーグと交友を持つ。この時期の代表作である『プリペアド・ピアノのためのソナタとインターリュード』(1946年 - 1948年)はピエール・ブーレーズから称賛され、彼との手紙のやり取りが始まるものの、後に偶然性の音楽のあり方を巡って両者は決裂した。

### 1950年代-60年代
1951年、ハーバード大学で無響室を体験する。ケージは無響室に入ったときに体内からの音を聴き、沈黙をつくろうとしてもできないこと、自分が死ぬまで音は鳴り、死後も鳴りつづけるだろうと考えた。この体験は作風に大きな影響を与える。1954年に、ストーニー・ポイントで菌類学の勉強をはじめる。1950年代初頭には中国の易などを用いて、作曲過程に偶然性が関わる「チャンス・オペレーション」を始め、貨幣を投げて音を決めた『易の音楽』（1951年）などを作曲。演奏や聴取の過程に偶然性が関与する不確定性の音楽へと進む。やがて、それまでの西洋音楽の価値観をくつがえす偶然性の音楽を創始し、演奏者が通常の意味での演奏行為を行わない『4分33秒』（1952）などを生み出した。
ケージの作品で最も有名なもののひとつである『4分33秒』は、曲の演奏時間である4分33秒の間、演奏者が全く楽器を弾かず最後まで沈黙を通すものである。それはコンサート会場が一種の権力となっている現状に対しての異議申し立てであると同時に、観客自身が発する音、ホールの内外から聞こえる音などに聴衆の意識を向けさせる意図があったが、単なるふざけた振る舞いとみなす者、逆に画期的な音楽と評する者のあいだに論争を巻き起こした。この時期には、芸術運動のフルクサスとも関わりをもっている。
同じころには、任意の42枚のレコードをテープに録音した『心像風景第5番』も現われた。この他、ラジオを楽器に見立てて構成した『ラジオ・ミュージック』（1958年）、声楽の可能性を大幅に拡張し、ルチアーノ・ベリオの『セクエンツァIII』やディーター・シュネーベルの合唱曲『AMN』に影響を与えた『アリア』、独創的な図形楽譜の集合体である『ピアノとオーケストラのためのコンサート』などがある。
1960年代には、プラスチック板を自由に組み合わせて楽譜を作り演奏する不確定性音楽の『カートリッジ・ミュージック』（1960年）、『0分00秒』（1962年）、チェンバロを録音して変調し更に生のチェンバロと合わせる『HPSCHD』（1969年）などを発表し、著書『サイレンス』を出版した。
1962年には来日公演を果たしている。『0分00秒』の初演は東京の草月ホールでケージ自身により行われた。1963年、ニューヨークにてエリック・サティの『ヴェクサシオン』を上演する。世界で初めてサティの指示どおりに840回の反復を行ない、演奏は18時間にわたった。また、サティの『ソクラテス』から派生したピアノ曲『チープ・イミテーション』（1969年）を作曲している。この作品は『ソクラテス』のリズムだけを残し、音高をチャンス・オペレーションに基づいて新たに作曲したものである。

### 1970年代以降
この頃には日本やヨーロッパからの委嘱が増える。『エチュード・オーストラルズ』(1975年)は南天球の星座図を元に作曲されており、リズム・調性を無視し残響で表現をした。ジェイムズ・ジョイスの『フィネガンズ・ウェイク』に基づくラジオ劇『ロアラトリオ』は、ケージの集大成的な作品であり、『フィネガンズ・ウェイク』に登場する場所で偶然に録音された音や小説の中で言及されている音、アイルランドの伝統音楽、小説から構成されたメソティクスを朗読するケージの声が重ねられてゆく。80年代のオペラ作品『ユーロペラ』I〜Vは、過去のオペラのアリアがチャンス・オペレーションの手法でコラージュされる。
その他、日本との思想的・精神的かかわりが強調された『Haikai・IとII』や『RENGA』、様々な奏者によって演奏される『龍安寺』、史上最長の演奏時間で知られ、ドイツのハルバーシュタットで機械による演奏が続いているオルガン曲『Organ²/ASLSP』(1987)などがあるが、『ASLSP』は「AS SLOW AS POSSIBLE（できるだけ遅く）」の意味であり、ブキャルディの廃教会にて、2000年から2639年にかけて演奏される予定になっているが、全く聴かない方法もあるため、古典的な意味の長大な楽曲とはとらえられない。

### 晩年
晩年は、ナンバー・ピースと呼ばれる題目が数字だけの作品が増える。ナンバー・ピースに属する作品は、タイトルの数字が楽器または演奏者の数（パート譜の数）を示し、その右肩の小数字が、その数のために書かれた何番目の作品なのかを示している。ピアノのための『One』などの独奏曲から、『Seven』や『Eight』などのアンサンブル曲、『101』や『103』、『108』などの巨大編成のオーケストラ曲まで、様々な作品が書かれた。中には、1人のカメラマンのための『One11』（一種の映像作品。この作品は『103』との「同時演奏」が可能。つまり、『103』は映像作品『One11』の一種のライヴ・サウンドトラックである）のような特殊な作品、笙のために書かれた作品もある。
1989年には日本の稲盛財団により京都賞思想・芸術部門を授けられている。京都賞受賞時に「絶対に正装はしない！シャツとジーンズで出る」と言い張り、関係者との間でトラブルになった。このとき、「日本の伝統衣装、たとえば羽織袴なら」というスタッフのアドヴァイスに好意を抱き、羽織袴着用での受賞となった。亡くなる直前に未完のままになっていたヴァイオリンソロのための「フリーマン・エチュード」を完成させ、ピアニストと歌手と演出家のための「ユーロペラ5」を作曲し、そのレコーディングにはケージ自身も立ち会って監修した。
晩年には、チャンス・オペレーションを用いた展覧会「ローリーホーリーオーバー サーカス」を構想していたが、1992年8月12日、脳溢血のためにニューヨークで死去した。79歳没。この展覧会は死後の1993年に実現し、日本では94年から95年にかけて水戸芸術館で開催された。

## 音楽思考
当初、ケージは自らの音楽が「実験音楽」と呼ばれることに異議を唱えた。いかなる実験も、作品が完成する前に行なわれていると考えたためである。しかしのちには、結果を予知できない行為を「実験的」と表現し、自身が特に興味をおぼえ、傾倒するすべての音楽を実験音楽と呼ぶようになった。
音
実験音楽においては、音以外に何も起らない。楽譜にない音は沈黙となって現われるが、外界に生じる音に対して開かれていることを意味する。音は常に存在しており、音はあるがままにして聴くべきである。そして実験的な行為は、通知された行為とは異なり、物事をあるがままにとらえるとしている。こうした考えは、無響室での体験がもとになっている。
音楽
音楽という言葉を、「音の組織化」という表現に置き換えようと提案した。音楽という表現は、18世紀から19世紀にかけて完成された楽器を使ったものに使われすぎていると考えた。
作曲者、演奏者、聴衆の関係
ケージの作品は、演奏者によって内容が大きく異なる。彼は演奏者が作曲者になり、聴衆が演奏者になり、作曲家が聴衆になり、音によって互いに浸透すると考えた。
レコード
レコードを用いた作品を発表したが、自作をレコードに録音することには積極的でなく、レコードを「景色を台無しにしてしまう絵葉書」と呼んだ。ただし、CD時代には考えは変わり、moderecordsのケージ全集の初期のリリースは自らが監修していた。

## キノコ研究
ケージはキノコのアマチュア研究家として、1962年にはニューヨーク菌類学会の創立に関わった。キノコを好む理由の一つは、辞書で "music" の一つ前が "mushroom" だったからだと言われている。ケージはキノコから創作や思想の着想を得ており、みずからの音楽論とキノコの関係について語り、キノコの生態が出す音について想像し、エリック・サティの音楽をキノコにたとえた。キノコの魅力として汲み尽くしがたい点をあげ、知れば知るほど識別する自信が薄れると語った。普段は火を通していた毒キノコを散歩で見つけて食べ、中毒を起こしたことがある。ケージは、キノコを麻薬として使おうと思ったことはないかと質問されたとき、麻薬には興味がなく、一度も思ったことがないと答えた。
また、キノコの性が多様であることから、人間の雌雄の概念は、本来は複雑な状態を単純化したものではないかと考え、性の多様化を提唱した。1958年のイタリア滞在の際は、テレビのクイズ番組「いちかばちか」（Lascia o Raddoppia?）に出演。菌類学について解答し、賞金500万リラと「最も好感を与える競争者賞」を得た。三宅榛名は、ニューヨークのケージの家へ行ったときに真っ黒なキノコのシチューをふるまわれている。

## 思想
有用性（ユーティリティ）にもとづく独自の思想を展開し、所有や生産性のかわりに有用性を重視して生活することを提唱した。みずからをアナーキストだと見なし、政治とは支配することであり、政治、政府、官僚主義を不要だと語った。
影響を受けた思想家として、フラー、鈴木大拙、マーシャル・マクルーハン、ヘンリー・デイヴィッド・ソロー、ノーマン・ブラウン、マイスター・エックハルト、アナンダ・クーマラスワミ、荘子などをあげている。ケージは自身の思想について、書籍『ジョン・ケージ 小鳥たちのために』で詳しく述べている。

## 受容と影響
唯一の日本人の弟子に一柳慧がいるが、伝統的な形式の交響曲も書いており、ケージの作風からは隔たりがある。
エリック・サティの研究で知られる評論家の秋山邦晴は1952年以来ケージと交流を続け、ドイツでのケージ70歳記念番組では『叙雲啓示頌』を作曲した。
秋山邦晴夫人でピアニストの高橋アキは晩年のケージと親交があり、献呈された『家具の音楽エトセトラ』を演奏している。

## 主要作品

### 音楽
- クラリネットのためのソナタ (1933年)
- 6つの短いインヴェンション (1934年)
- コンストラクション（英語版） (1937年)
- バッカナル (1938年)
- 心象風景第1番（英語版） (1939年)
- 居間の音楽 (1940年)
- ダブル・ミュージック (1940年) - ルー・ハリソンとの共作
- 町はソフト帽をかぶっている (1941年) - 詩人ケネス・パッチェンとの共作
- 18の春を迎えた陽気な未亡人 (1942年)　- 歌詞は作家ジェイムズ・ジョイスの小説「フィネガンズ・ウェイク」より
- ソナタとインターリュード (1948年)
- トイ・ピアノのためのソナタ (1948年)
- 易の音楽 (1951年)
- Haiku (1951年)
- 4分33秒 (1952年)
- ピアノとオーケストラのためのコンサート (1957年-1958年)
- ラジオ・ミュージック (1958年)
- ヴァリエーションズ（英語版） (1958年-1978年)
- アリア (1958年)
- Water Walk（1959年) [19]
- カートリッジ・ミュージック (1960年)
- 0分00秒 (1962年)
- ローツァルト・ミックス (1965年)
- ミュージサーカス (1967年)
- HPSCHD (1969年)
- チープ・イミテーション（英語版） (1969年)
- ソング・ブックス（英語版） (1970年)
- エチュード・オーストラル（英語版） (1975年)
- RENGA (1975年-1976年)
- アパートメントハウス1776（英語版） (1976年)
- フリーマン・エチュード (1977年-1990年)
- 龍安寺 (1983年-1985年[20])
- ユーロペラ（英語版） (1985年-1991年)
- オルガン²/ASLSP (1987年)
- Haikai  (1990年)

### 楽器
- ウォーター・ゴング (1934年)
- プリペアド・ピアノ (1938年)

### 絵画
- 『表面』 (1980年)
- 『シリーズ』 (1988年)
- 『ニュー・リバー・ウォーターカラー』 (1990年)
- 『食べられるドローイング』 (1990年)

### パフォーマンス
- Composition as Process 『プロセスとしての作曲』 (1958年) - ダルムシュタットの国際現代音楽講習のための講演。チャンス・オペレーションを用いている
- Roaratorio 『ロアラトリオ』 (1979年) - ジェイムズ・ジョイスの『フィネガンズ・ウェイク』をもとにしたラジオ劇
- Mushrooms et Variations 『キノコのバリエーション』 (1985年) - ラジオ劇

### 書籍、テキスト
- Virgil Thomson (1959) - ヴァージル・トムソンの伝記。共著
- Silence (1961)　邦訳『サイレンス』　柿沼敏江訳、水声社、1996年。
- A Year from Monday (1968)
- M (1973)
- John Cage, Pour les oiseaux (1976)　邦訳『ジョン・ケージ 小鳥たちのために』　ダニエル・シャルルとの共著、青山マミ訳、青土社、1982年。 - 年譜を収録
- Empty Words (1979)
- 『音楽の零度――ジョン・ケージの世界』　近藤譲編訳、朝日出版社、1980年。
- X (1983)
- Anarchy (1988)
- Kathan Brown,John Cage VISUAL ART, Crown Point Press (2001)
- 『ジョン・ケージ著作選』　小沼純一訳、筑摩書房〈ちくま学芸文庫〉、2009年。

### 展覧会
- Rolywholyover A Circus 「ローリーホーリーオーバー サーカス」(1993年-)

## その他
日本のテレビ放送にて、バラエティ番組としての内容ではあるが、ジョン・ケージの曲が何度か実演されたことがある。例として2004年5月5日、フジテレビの番組「トリビアの泉 〜素晴らしきムダ知識〜」にて「4分33秒」が紹介された。楽曲の内容については東京音楽大学教授の武田真理が解説し、収録は同年3月25日に東京渋谷Hakuju Hallにて実際に観客を集め、時間を計測した上でピアニストの神田晋一郎によって完全に実演された(ただし、放送では編集されている)。

また、2005年5月6日、テレビ朝日のタモリ倶楽部「ジョン・ケージのこれどうやって弾くの!?」特集にて司会のタモリ、進行のほんこん、ゲストの清水ミチコとまことの4人と共に、東京芸術大学講師の青島広志とソプラノ歌手の横山美奈によって下記8曲の実演や解説が試みられた。
- 1. 4'33"『4分33秒』- ピアノ演奏：青島広志
- 2. Concert for Piano and Orchestra『ピアノとオーケストラのためのコンサート』(譜面A) - ピアノ演奏：青島広志、タモリ、清水ミチコ
- 3. Concert for Piano and Orchestra『ピアノとオーケストラのためのコンサート』(譜面I) - ピアノ演奏：青島広志
- 4. Concert for Piano and Orchestra『ピアノとオーケストラのためのコンサート』(譜面M) - オルガン演奏：青島広志、横山美奈
- 5. Concert for Piano and Orchestra『ピアノとオーケストラのためのコンサート』(譜面P) - ピアノ演奏：タモリ、まこと
- 6. Concert for Piano and Orchestra『ピアノとオーケストラのためのコンサート』(譜面T) - オルガン演奏：青島広志、清水ミチコ、まこと
- 7. Concert for Piano and Orchestra『ピアノとオーケストラのためのコンサート』(譜面AC) - ピアノ演奏：青島広志、タモリ、ほんこん
- 8. The Wonderful Widow of Eighteen Springs『18の春を迎えた陽気な未亡人』※ - ピアノ演奏：青島広志、ソプラノ：横山美奈　※番組中の曲名は「18回目の春を迎えた素晴らしい未亡人」

## 関連文献
- 庄野進　「転換期の音楽としての John Cage の偶然性による音楽」　『音楽学』第22巻3号、1976年。
- ダニエル・シャルル　「ジョン・ケージ年譜」　『ジョン・ケージ 小鳥たちのために』所収　青土社、1982年、256頁。
- 『「ジョン・ケージのローリーホーリーオーバー サーカス」記録集』　水戸芸術館現代美術センター、1995年。
- ジョン・ケージ特集　『水声通信 no.16』　水声社、2007年。
- 堀博美 「ジョン・ケージ-42歳できのこに目覚め、ニューヨーク菌類学会設立メンバーに!」『きのこる　キノコLOVE111』所収 山と渓谷社、2010年、104頁–105頁.ISBN 978-4-635-33051-0
- Arena, Leonardo Vittorio. 2013. L'infinita durata del non suono. Mimesis, Milan ISBN 978-88-5751-138-2
- Bernstein, David W., and Hatch, Christopher, eds. 2001. Writings through John Cage's Music, Poetry, and Art. University of Chicago Press. ISBN 0-226-04407-6
- Boulez, Pierre, and Cage, John. 1995. The Boulez-Cage Correspondence. Edited by Robert Samuels and Jean-Jacques Nattiez, translated by Robert Samuels. Cambridge University Press. ISBN 0-521-48558-4
- Bredow, Moritz von. 2012. "Rebellische Pianistin. Das Leben der Grete Sultan zwischen Berlin und New York." (Biography). Schott Music, Mainz, Germany. ISBN 978-3-7957-0800-9
- Brown, Kathan. 2001. John Cage Visual Art: To Sober and Quiet the Mind. Crown Point Press. ISBN 1-891300-16-4, ISBN 978-1-891300-16-5
- Cage, John. 1973. Silence: Lectures and Writings, Wesleyan University Press Paperback (first edition 1961). ISBN 0-8195-6028-6
- Eldred, Michael. 2010. The Quivering of Propriation: A Parallel Way to Music, Section II.3 New Music is the Other Music (Cage) www.arte-fact.org
- Fetterman, William. 1996. John Cage's Theatre Pieces: Notations and Performances. Routledge. ISBN 3-7186-5643-4
- Haskins, Rob. 2004. "An Anarchic Society of Sounds": The Number Pieces of John Cage. PhD dissertation, Musicology, Eastman School of Music, University of Rochester.
- Kostelanetz, Richard. 2003. Conversing with John Cage, Routledge. ISBN 0-415-93792-2
- Larson, Kay. 2012. Where the Heart Beats - John Cage, Zen Buddhism, and the Inner Life of Artists. Penguin Books USA. ISBN 978-1-594-20340-4
- Lejeunne, Denis. 2012. The Radical Use of Chance in 20th Century Art, Rodopi Press, Amsterdam.
- Nicholls, David (ed.). 2002. The Cambridge Companion to John Cage. Cambridge University Press, 2002. ISBN 0-521-78968-0
- Nicholls, David. 2007. John Cage. University of Illinois Press. ISBN 0-252-03215-2
- Patterson, David W. (ed.). John Cage: Music, Philosophy, and Intention, 1933–1950. Routledge, 2002. ISBN 0-8153-2995-4
- Perloff, Marjorie, and Junkerman, Charles. 1994. John Cage: Composed in America. University of Chicago Press, 1994. ISBN 0-226-66057-5
- Pritchett, James. 1993. The Music of John Cage. Cambridge University Press. ISBN 0-521-56544-8
- Pritchett, James, and Laura Kuhn. "John Cage". In Macy, Laura. Grove Music Online. Oxford Music Online. Oxford University Press. (subscription required) [Edited not by L. Macy, but by Deane Root.]
- Revill, David. 1993. The Roaring Silence: John Cage – a Life. Arcade Publishing. ISBN 1-55970-220-6, ISBN 978-1-55970-220-1
- Taruskin, Richard. 2005. Oxford History of Western Music, The. Vol. 5. Oxford: Oxford UP, Inc. Indeterminacy pp. 55–101. ISBN 978-0-19-516979-9